# さわらび号

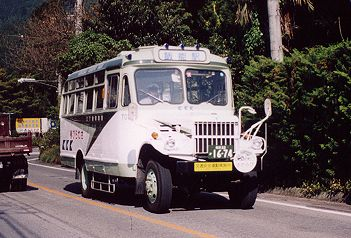
さわらび号　いすゞTSD40

さわらび号（さわらびごう）は、かつて国際興業バスが運行していたボンネットバスである。

## 概要
1997年、国際興業と名栗村（当時）などが観光資源を検討する過程で、ボンネットバスを運行する運びとなり、グループ会社である岩手県交通にて保管されていたボンネットバスが目を付けられた。
車両は1966年製造のいすゞTSD40で、前述の通り岩手県交通で1991年まで「まきば号」として小岩井農場への路線で使用されていた2台のうち状態の良かった1台であった。引退後は同社営業所で保管されていた。運行開始に当たっては約400万円の費用を掛けて整備された。整備の内容は座席のリクライニングシートへの交換、ワンマン機器の設置などであった。塗装は当時の国際興業路線バスと同じ塗装になり、側面には「さわらび号」のロゴが入れられた。配置は名栗村方面への路線を担当する飯能営業所となった。
愛称は公募で決定した。1997年9月23日から運行を開始した。運行開始当日には出発式も行われた。運行期間は3月 - 5月・9月 - 11月の土休日で、1997年度は名郷まで、1998年度以降は愛称の由来でもある名栗村の村営温泉・さわらびの湯までとなった。ワンマン機器が設置されていたため、一般の路線バス同様バス共通カードが使用できた。
また、一般の路線バス同様貸し切ることが出来たため、バスファンによる貸し切り運転なども催された。都電荒川線で動態保存されていた6000形や、秩父鉄道のSL列車との並びは鉄道雑誌上などで話題になった。
さわらびの湯や有間ダムへ向かう観光客やハイキング客に親しまれてきたさわらび号であったが、2003年に八都県市ディーゼル排気規制対策が執り行われることとなり以降は埼玉県内での運転が出来なくなることから2002年5月26日の運行を最後に引退した。同年6月9日にはさよならイベントが行われ、西東京バスの夕やけ小やけ号などとともに奥多摩方面へさわらび号としての最後の運行を行った。

### さわらび号引退後

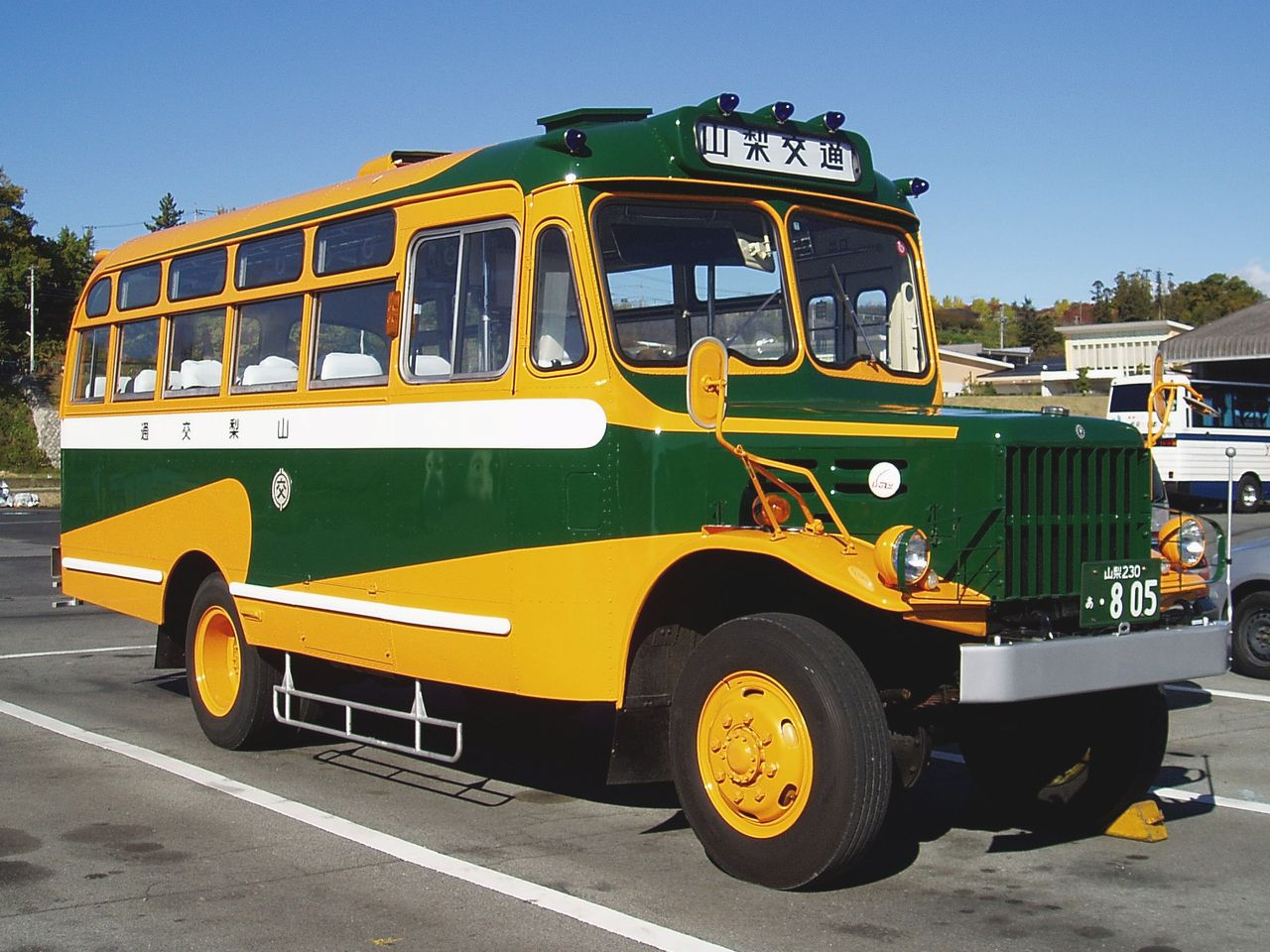
山梨交通　いすゞTSD40

引退後は、系列会社である山梨交通に譲渡された。譲渡時にワンマン設備の撤去、1950年代前半までの山梨交通バス塗装への変更が行われている。2003年8月の「懐かしのボンネットバス運行」イベントから活躍を開始した。現在も動態保存車としてイベント時などに登場する。

## 運行経路
- 1997年9月 - 11月
  - 飯能駅 - さわらびの湯 - 名郷
    - （一日2往復、急行運転）
- 1998年3月 - 
  - 飯能駅 - さわらびの湯
    - 上りおよび下り2本:各停
    - 下り2本:急行運転（飯能駅 - 小沢 - 名栗川橋 - 川又（名栗湖入口） - さわらびの湯）

## 車両概要
- いすゞTSD40形
  - 製造年 - 1966年（昭和41年）
  - 車体架装 - 北村製作所
  - 登録番号 - 所沢22か1674（社番:703）
  - 前所有社 - 岩手県交通[3]
  - 現所有社 - 山梨交通[3]
    - 現登録番号 - 山梨230あ・805[3]（社番:C706）

## 関連商品
- 絵はがき付き記念乗車券
- 記念テレホンカード
- 記念カメラ（レンズ付きフィルム）
  - これらは乗車記念として車内で販売された。
- オリジナルチョロQ - モデルは昭和30年代の車両がベース
- オリジナルトミカ - モデルは昭和30年代の車両がベース